# Karens
Os karens, kayin, cains, caréns ou carenes (em karen: pwa ka nyaw po) são um grupo étnico formado por diversas comunidades nativas do Sudeste Asiático. Suas populações se concentram em Myanmar, onde reside a maior parte dos karens, cerca de 3,5 milhões de pessoas, e na Tailândia, com 400 mil indivíduos.
Os karens vivem principalmente em vilarejos nas montanhas próximas ao delta do rio Irrawaddy (conhecidas como "Montes Karen"), no estado de Kayin, região leste de Myanmar; os karens são a terceira maior etnia do país, depois dos birmanes e dos shan. Na Tailândia, os karens, embora em menor número, representam a maioria dos chamados povos das montanhas do país.

## História
Os karens exercem mobilização política desde o começo do século XX, época em que Myanmar estava sob domínio inglês. Em 1948, o advogado e líder político Ba U Gyi formou a União Nacional Karen para representar os interesses da comunidade. Desde o golpe de estado do general Ne Win, em 1962, o país é governado por regimes militares ditatoriais, que têm uma relação conturbada com etnias minoritárias como os karens. Os frequentes conflitos armados em Myanmar frequentemente relacionam-se com disputas étnicas, e a União Nacional Karen é um dos grupos armados rebeldes. Os insurgentes karens reclamavam, a princípio, a criação de um estado independente, mas, desde 1976, lutam por maior autonomia no sistema político de Myanmar.

Outros grupos armados karens foram criados desde o golpe de 1948, como a Organização Nacional de Defesa Karen e o Exército de Libertação Nacional Karen. Os rebeldes karens apoiaram os participantes da Revolta 8888, em 1988.

## Etnias
Diferentes tribos e grupos étnicos são relacionados aos karens. Os etnólogos dividem-nos tradicionalmente em dois grupos: os karens brancos e os karens vermelhos. Atualmente, eles são classificados em: s'gaw karens (o grupo mais populoso), karens vermelhos (kayah ou karenni), karens pwo, karens brancos e karens paku. Um povo dos karens vermelhos é o dos padaung, conhecido pelos colares de pescoço usados pelas mulheres.
Existem cerca de três milhões de falantes das línguas karens, principalmente nas regiões com maior presença da etnia. Os vários idiomas karens formam um grupo pertencente à família tibeto-birmanesa de línguas.